# Lianyungang
Lianyungang (chiń. 连云港; pinyin Liányúngǎng) – miasto o statusie prefektury miejskiej we wschodnich Chinach, w prowincji Jiangsu, port nad Morzem Żółtym. W 2010 roku liczba mieszkańców miasta wynosiła 490 649. Prefektura miejska w 1999 roku liczyła 4 481 543 mieszkańców. Ośrodek rybołówstwa morskiego oraz przemysłu rybnego i pozyskiwania soli z salin morskich; w pobliżu miasta wydobywa się fosforyty, marmury i granit.
W latach 1949–60 miasto nosiło nazwę Xinhailian (新海连).

## Współpraca
- Sakai, Japonia
- Greater Geelong City, Australia
- Mokpo, Korea Południowa
- Napier, Nowa Zelandia
- Wołżski, Rosja
- Saga, Japonia